# Ellen Winther

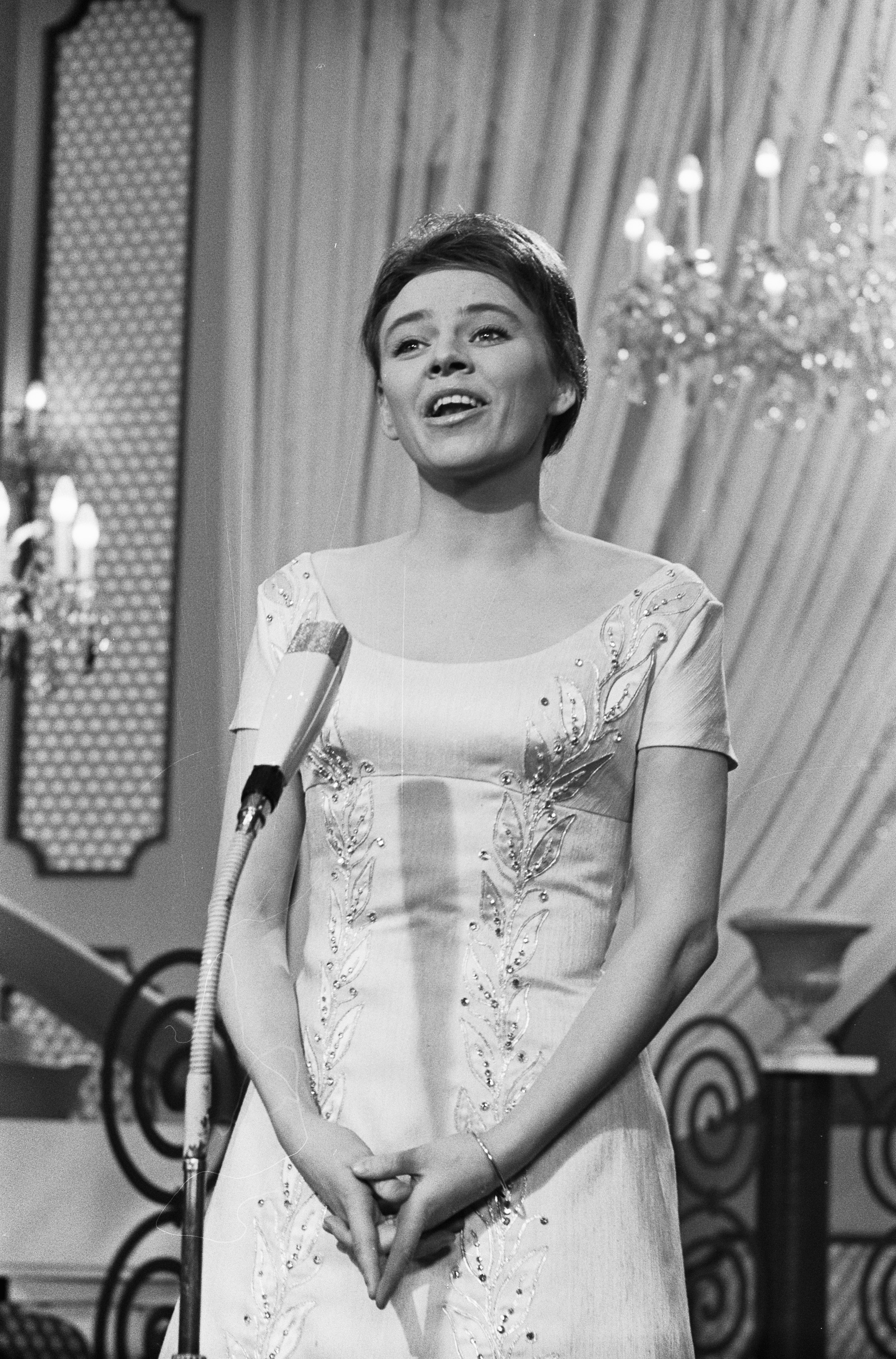
Ellen Winther tijdens het Eurovisiesongfestival 1962

Ellen Winther Lembourn (Aarhus, 11 augustus 1933 - 13 augustus 2011) was een Deens operazangeres en actrice.
Winther maakte haar debuut als professionele operazangeres in 1957 bij het Royal Danish Theatre.
In 1962 won Winther de Dansk Melodi Grand Prix, de Deense preselectie voor het Eurovisiesongfestival, met het lied Vuggevise. Dit gebeurde nadat de topfavoriet Gitte Hænning was gediskwalificeerd. Op het Eurovisiesongfestival 1962 in Luxemburg werd Winther 10de van de 16 deelnemers.
Winther was een welbekende ster in haar tijd door haar vele optredens op televisie en als operazangeres. Ze was ook te zien in musicals en operettes. In 1983 werd ze genomineerd voor de Orde van de Dannebrog.
Winther was getrouwd met pianist John Winther tussen 1960 en 1966, met hem kreeg ze twee kinderen. Daarna trouwde ze met Hans Jørgen Lembourn.
1957: Birthe Wilke & Gustav Winckler · 
1958: Raquel Rastenni · 
1959: Birthe Wilke · 
1960: Katy Bødtger · 
1961: Dario Campeotto · 
1962: Ellen Winther · 
1963: Grethe & Jørgen Ingmann · 
1964: Bjørn Tidmand · 
1965: Birgit Brüel · 
1966: Ulla Pia · 
1978: Mabel · 
1979: Tommy Seebach · 
1980: Bamses Venner · 
1981: Tommy Seebach & Debbie Cameron · 
1982: Brixx · 
1983: Gry Johansen · 
1984: Hot Eyes · 
1985: Hot Eyes · 
1986: Trax · 
1987: Anne Cathrine Herdorf & Bandjo · 
1988: Hot Eyes · 
1989: Birthe Kjær · 
1990: Lonnie Devantier · 
1991: Anders Frandsen · 
1992: Lotte Nilsson & Kenny Lübcke · 
1993: Tommy Seebach Band · 
1995: Aud Wilken · 
1997: Kølig Kaj · 
1999: Michael Teschl & Trine Jepsen · 
2000: Olsen Brothers · 
2001: Rollo & King · 
2002: Malene · 
2004: Tomas Thordarson · 
2005: Jakob Sveistrup · 
2006: Sidsel Ben Semmane · 
2007: DQ · 
2008: Simon Mathew · 
2009: Niels Brinck · 
2010: Chanée & N'evergreen · 
2011: A Friend in London · 
2012: Soluna Samay · 
2013: Emmelie de Forest · 
2014: Basim · 
2015: Anti Social Media · 
2016: Lighthouse X · 
2017: Anja Nissen · 
2018: Rasmussen · 
2019: Leonora · 
2021: Fyr & Flamme · 
2022: REDDI · 
2023: Reiley · 
2024: Saba · 
2025: Sissal
- Bibsys: 1634281492941
- International Standard Name Identifier: 0000 0000 5055 9276
- Library of Congress Control Number: nr90029004
- MusicBrainz: 49be8726-28d9-4b2f-8685-3ebcc7a6f616
- Virtual International Authority File: 9697294
- WorldCat: E39PBJvxvhm7rbfqRhvbGFpXVC